# UEFA Futsal Champions League
La UEFA Futsal Champions League è l'unica competizione continentale di calcio a 5 per club organizzata dalla UEFA. Istituita nel 2001 come Coppa UEFA (UEFA Futsal Cup), è stata riservata fino al 2017 alle squadre vincitrici dei rispettivi campionati nazionali. Dall'edizione 2017-18 i campionati che occupano le prime tre posizioni del ranking sono rappresentati da due formazioni ciascuno. L'anno seguente la competizione ha assunto l'attuale denominazione, mantenendo sostanzialmente invariata la formula.

## Storia
La coppa viene considerata come il massimo alloro continentale per le formazioni europee di club; nelle sue edizioni vi è stato uno schiacciante predominio delle squadre spagnole che hanno conquistato il titolo di squadra Campione d'Europa ben otto volte su sedici edizioni.
Le prime due edizioni della coppa hanno rappresentato una continuazione del dominio continentale del Castellón, già vincitore dell'European Champions Tournament nel 2001, le due finali vinte ai danni dei belgi dell'Action 21 Charleroi pongono la squadra spagnola nell'olimpo dei club europei assieme all'Inter Fútbol Sala.
Dall'edizione 2004 la Coppa ha cambiato ogni anno padrone: dopo gli spagnoli dell'Inter che hanno battuto in finale il Benfica, è stata la volta della formazione belga del Charleroi giunta alla sua terza finale. Dopo una nuova vittoria degli spagnoli dell'Inter nel 2006, nel corso del 2007 i russi dell'MFK Dinamo Moskva hanno trionfato per la prima volta nella manifestazione.
Alla breve parentesi russa (due titoli in due anni con Dinamo e Sinara) è succeduto un nuovo dominio della penisola iberica: dopo il terzo titolo degli spagnoli dell'Inter, nella stagione 2009-2010 i portoghesi del Benfica hanno inaspettatamente battuto i campioni uscenti nella finale di Lisbona.
Sempre nel 2009-2010 per la prima volta una squadra italiana è riuscita ad approdare alla final four; la Luparense che però è stata battuta dai futuri campioni del Benfica in semifinale e poi è giunta infine quarta dopo aver perso la finale per il terzo posto solamente ai rigori.
Nell'edizione successiva giunge la prima affermazione italiana, è infatti il Montesilvano ad aggiudicarsi lo storico successo (primo per un team italiano).

## Regolamento
Sono ammesse alla Coppa le vincitrici dei rispettivi campionati nazionali, dopo una prima fase di prequalificazione, le formazioni sono divise in 8 gironi che si disputano su campo neutro. Fino alla stagione 2005-2006 le 8 vincenti si qualificavano ai due gironi di semifinale che decidevano le due squadre finaliste. La finale si svolgeva in due gare al termine delle quali si passava ai tempi supplementari ed eventuali rigori se il risultato permaneva in parità.
Dalla stagione 2006-07 la formula è mutata con la qualificazione di 16 formazioni a quello che è stato definito "turno élite": quattro gironi di quattro squadre ciascuno, da disputarsi nel campo di una delle quattro partecipanti al girone. Le quattro vincitrici accedono alla final four che decide la vincitrice.

## Trofeo
Il trofeo della Coppa UEFA consiste di una base di metallo con una sfera di plexiglas che richiama il logo della competizione. Pesa 7,5 kg ed è alto 40 cm. Il trofeo è custodito dai vincitori della coppa per un anno e devono restituirlo alla UEFA due mesi prima dell'inizio della fase finale successiva. Una replica in scala del trofeo rimaneva permanentemente ai vincitori. Il trofeo originale veniva lasciato solamente ai club che hanno vinto la competizione tre volte consecutivamente o cinque volte in totale.

## Albo d'oro
| Anno                                              | Finale 1º/2º posto  | Finale 1º/2º posto | Finale 1º/2º posto | 3º/4º posto              | 3º/4º posto              | 3º/4º posto              |
| Anno                                              | Vincitore           | Punteggio          | Secondo posto      | Terzo posto              | Punteggio                | Quarto posto             |
| ------------------------------------------------- | ------------------- | ------------------ | ------------------ | ------------------------ | ------------------------ | ------------------------ |
| Con la denominazione Coppa UEFA                   |                     |                    |                    |                          |                          |                          |
| 2001-2002                                         | Playas de Castellón | 5-1                | Action 21          | Sporting Lisbona Spalato | Sporting Lisbona Spalato | Sporting Lisbona Spalato |
| 2002-2003                                         | Playas de Castellón | 7-5 (1-1 / 6-4)    | Action 21          | Fase a gironi            | Fase a gironi            | Fase a gironi            |
| 2003-2004                                         | Inter               | 7-5 (4-1 / 3-4)    | Benfica            | Fase a gironi            | Fase a gironi            | Fase a gironi            |
| 2004-2005                                         | Action 21           | 10-9 (4-3 / 6-6)   | Dinamo Mosca       | Fase a gironi            | Fase a gironi            | Fase a gironi            |
| 2005-2006                                         | Inter               | 9-7 (6-3 / 3-4)    | Dinamo Mosca       | Qairat Šachtar           | Qairat Šachtar           | Qairat Šachtar           |
| 2006-2007                                         | Dinamo Mosca        | 2-1                | Inter              | ElPozo Murcia            | 1-1 4-3 (dtr)            | Action 21                |
| 2007-2008                                         | VIZ-Sinara          | 4-4 3-2 (dtr)      | ElPozo Murcia      | Dinamo Mosca             | 5-0                      | Qairat                   |
| 2008-2009                                         | Inter               | 5-1                | VIZ-Sinara         | Qairat                   | 1-0                      | Dinamo Mosca             |
| 2009-2010                                         | Benfica             | 3-2 (dts)          | Inter              | Araz Naxçıvan            | 2-2 5-4 (dtr)            | Luparense                |
| 2010-2011                                         | Montesilvano        | 5-2                | Sporting Lisbona   | Qairat                   | 3-3 5-3 (dtr)            | Benfica                  |
| 2011-2012                                         | Barcellona          | 3-1                | Dinamo Mosca       | Marca                    | 3-3 4-3 (dtr)            | Sporting Lisbona         |
| 2012-2013                                         | Qairat              | 4-3                | Dinamo Mosca       | Barcellona               | 4-1                      | Iberia Star              |
| 2013-2014                                         | Barcellona          | 5-2 (dts)          | Dinamo Mosca       | Araz Naxçıvan            | 6-4                      | Qairat                   |
| 2014-2015                                         | Qairat              | 3-2                | Barcellona         | Sporting Lisbona         | 8-3                      | Dina Mosca               |
| 2015-2016                                         | Gazprom Jugra       | 4-3                | Inter              | Benfica                  | 2-2 2-0 (dtr)            | Pescara                  |
| 2016-2017                                         | Inter               | 7-0                | Sporting Lisbona   | Qairat                   | 5-5 3-2 (dtr)            | Gazprom Jugra            |
| 2017-2018                                         | Inter               | 5-2                | Sporting Lisbona   | Barcellona               | 7-1                      | Győri ETO                |
| Con la denominazione UEFA Futsal Champions League |                     |                    |                    |                          |                          |                          |
| 2018-2019                                         | Sporting Lisbona    | 2-1                | Qairat             | Barcellona               | 3-1                      | Inter                    |
| 2019-2020                                         | Barcellona          | 2-1                | ElPozo Murcia      | KPRF Mosca               | 2-2 3-1 (dtr)            | Tjumen'                  |
| 2020-2021                                         | Sporting Lisbona    | 4-3                | Barcellona         | Inter Qairat             | Inter Qairat             | Inter Qairat             |
| 2021-2022                                         | Barcellona          | 4-0                | Sporting Lisbona   | Benfica                  | 5-2                      | ACCS                     |
| 2022-2023                                         | Palma               | 1-1 5-3 (dtr)      | Sporting Lisbona   | Benfica                  | 4-3                      | Anderlecht               |
| 2023-2024                                         | Palma               | 5-1                | Barcellona         | Benfica                  | 6-3                      | Sporting Lisbona         |
| 2024-2025                                         | Palma               | 9-4                | Qairat             | Cartagena                | 2-2 3-1 (dtr)            | Sporting Lisbona         |

## Statistiche

### Edizioni vinte e secondi posti per squadra
| Squadra             | Nazione    | Vittorie | Secondi posti | Anni vittorie                                         | Anni secondi posti                                    |
| ------------------- | ---------- | -------- | ------------- | ----------------------------------------------------- | ----------------------------------------------------- |
| Inter               | Spagna     | 5        | 3             | 2003-2004, 2005-2006, 2008-2009, 2016-2017, 2017-2018 | 2006-2007, 2009-2010, 2015-2016                       |
| Barcellona          | Spagna     | 4        | 3             | 2011-2012, 2013-2014, 2019-2020, 2021-2022            | 2014-2015, 2020-2021, 2023-2024                       |
| Palma               | Spagna     | 3        | -             | 2022-2023, 2023-2024, 2024-2025                       | -                                                     |
| Sporting Lisbona    | Portogallo | 2        | 5             | 2018-2019, 2020-2021                                  | 2010-2011, 2016-2017, 2017-2018, 2021-2022, 2022-2023 |
| Qairat              | Kazakistan | 2        | 2             | 2012-2013, 2014-2015                                  | 2018-2019, 2024-2025                                  |
| Playas de Castellón | Spagna     | 2        | -             | 2001-2002, 2002-2003                                  | -                                                     |
| Dinamo Mosca        | Russia     | 1        | 5             | 2006-2007                                             | 2004-2005, 2005-2006, 2011-2012, 2012-2013, 2013-2014 |
| Action 21           | Belgio     | 1        | 2             | 2004-2005                                             | 2001-2002, 2002-2003                                  |
| VIZ-Sinara          | Russia     | 1        | 1             | 2007-2008                                             | 2008-2009                                             |
| Benfica             | Portogallo | 1        | 1             | 2009-2010                                             | 2003-2004                                             |
| Montesilvano        | Italia     | 1        | -             | 2010-2011                                             | -                                                     |
| Gazprom Jugra       | Russia     | 1        | -             | 2015-2016                                             | -                                                     |
| ElPozo Murcia       | Spagna     | -        | 2             | -                                                     | 2007-2008, 2019-2020                                  |

### Edizioni vinte e secondi posti per nazione
| Nazione    | Vittorie | Secondi posti | Edizioni vinte                                                | Secondi posti                                |
| ---------- | -------- | ------------- | ------------------------------------------------------------- | -------------------------------------------- |
| Spagna     | 14       | 8             | Inter (5), Barcellona (4), Palma (3), Playas de Castellón (2) | Inter (3), Barcellona (3), ElPozo Murcia (2) |
| Russia     | 3        | 6             | Dinamo Mosca (1), Sinara (1), Gazprom Jugra (1)               | Dinamo Mosca (5), Sinara (1)                 |
| Portogallo | 3        | 6             | Sporting Lisbona (2), Benfica (1)                             | Sporting Lisbona (5), Benfica (1)            |
| Kazakistan | 2        | 2             | Qairat (2)                                                    | Qairat (2)                                   |
| Belgio     | 1        | 2             | Action 21 (1)                                                 | Action 21 (2)                                |
| Italia     | 1        | -             | Montesilvano (1)                                              | -                                            |

### Sedi delle fasi finali
Vengono considerate solo le sedi dei tornei con formula final 4 e final 8.

#### Nazioni
| Nazione     | Numero | Città | Edizioni                           |
| ----------- | ------ | ----- | ---------------------------------- |
| Spagna      | 6      | 6     | 2007, 2012, 2016, 2018, 2020, 2023 |
| Portogallo  | 3      | 1     | 2002, 2010, 2015                   |
| Kazakistan  | 3      | 1     | 2011, 2017, 2019                   |
| Russia      | 2      | 2     | 2008, 2009                         |
| Georgia     | 1      | 1     | 2013                               |
| Azerbaigian | 1      | 1     | 2014                               |
| Croazia     | 1      | 1     | 2021                               |
| Lettonia    | 1      | 1     | 2022                               |
| Armenia     | 1      | 1     | 2024                               |
| Francia     | 1      | 1     | 2025                               |

#### Città
| Città            | Numero | Edizioni         |
| ---------------- | ------ | ---------------- |
| Lisbona          | 3      | 2002, 2010, 2015 |
| Almaty           | 3      | 2011, 2017, 2019 |
| Murcia           | 1      | 2007             |
| Mosca            | 1      | 2008             |
| Ekaterinburg     | 1      | 2009             |
| Lleida           | 1      | 2012             |
| Tbilisi          | 1      | 2013             |
| Baku             | 1      | 2014             |
| Guadalajara      | 1      | 2016             |
| Saragozza        | 1      | 2018             |
| Barcellona       | 1      | 2020             |
| Zara             | 1      | 2021             |
| Riga             | 1      | 2022             |
| Palma di Maiorca | 1      | 2023             |
| Erevan           | 1      | 2024             |
| Le Mans          | 1      | 2025             |

## Capocannonieri
| Stagione | Giocatore                                               | Squadra                                                          | Reti |
| -------- | ------------------------------------------------------- | ---------------------------------------------------------------- | ---- |
| 2001-02  | Joan Linares                                            | Playas de Castellón                                              | 13   |
| 2002-03  | André Vanderlei                                         | Action 21                                                        | 15   |
| 2003-04  | André Vanderlei                                         | Action 21                                                        | 19   |
| 2004-05  | Sergej Ivanov                                           | Dinamo Mosca                                                     | 14   |
| 2005-06  | Predrag Rajić                                           | Marbo Belgrado                                                   | 12   |
| 2006-07  | Serhij Sytin                                            | Šachtar                                                          | 10   |
| 2007-08  | Karim Bali                                              | Topsport Anversa                                                 | 13   |
| 2008-09  | Samir Makhoukhi                                         | FC Blok Beverwijk                                                | 9    |
| 2009-10  | Joel Queirós                                            | Benfica                                                          | 12   |
| 2010-11  | Chimel Vita                                             | Kremlin-Bicêtre                                                  | 16   |
| 2011-12  | Ion Al-Ioani                                            | Győri ETO                                                        | 13   |
| 2012-13  | Betinho Alen Fetić Lucas Diniz Amar Zouggaghi           | Sporting Parigi Litija Sporting Parigi Topsport Anversa          | 10   |
| 2013-14  | Betinho                                                 | Sporting Parigi                                                  | 11   |
| 2014-15  | Cafe Roberto Tobe Dmitrij Prudnikov                     | Sporting Parigi Baku United Dina Mosca                           | 10   |
| 2015-16  | Éder Lima                                               | Gazprom Jugra                                                    | 13   |
| 2016-17  | Bolinha Alen Fetić Nenê Rami Tirkkonen Denis Totošković | Araz Naxçıvan Brezje Maribor APOEL Nicosia FC YPA Brezje Maribor | 9    |
| 2017-18  | Halim Selmanaj                                          | Liburni Gjakovë                                                  | 12   |
| 2018-19  | Michał Kubik                                            | Rekord Bielsko-Biała                                             | 10   |
| 2019-20  | Renan Mantelli                                          | Omonia                                                           | 16   |
| 2020-21  | Petro Šoturma                                           | Prodeksim                                                        | 7    |
| 2021-22  | Mirko Marinkovic                                        | Diamant Linz                                                     | 11   |
| 2022-23  | Vinicius Lazzaretti                                     | Piast Gliwice                                                    | 11   |
| 2023-24  | Thalles Henrique                                        | Riga                                                             | 15   |